# Boom, Boom, Boom, Boom!!
Boom, Boom, Boom, Boom!! är en eurodiscolåt av den nederländska eurodancegruppen Vengaboys. Den släpptes på singelskiva i oktober 1998. Den 13 juni 1999 blev den singeletta i Storbritannien. Versen använder sig till stora delar av versen i Abba:s "Lay All Your Love on Me" från 1980.

## Information

### Låtlista
1. "Boom Boom Boom Boom (Airplay)" (3:24)
2. "Boom Boom Boom Boom (Brooklyn Bounce Boombastic RMX)" (6:57)
3. "Boom Boom Boom Boom (Mark van Dale with Enrico RMX)" (6:34)
4. "Boom Boom Boom Boom (XXL Version)" (5:23)
5. "Boom Boom Boom Boom (Equator RMX)" (6:20)
6. "Boom Boom Boom Boom (Pronti & Kalmani RMX)" (6:50)
7. "Boom Boom Boom Boom (Beat Me Up Scotty RMX)" (7:38)

## Övrigt
- "Boom, Boom, Boom, Boom!!" låg på Trackslistan i 17 veckor under perioden 3 april-29 maj 1999.
- Den tyska gruppen JBO spelade in en cover med text på tyska och titeln "Bums Bums Bums Bums".